# Pati (miasto)
Pati – miasto w Indonezji na Jawie w prowincji Jawa Środkowa u podnóża wulkanu Muria; 129 tys. mieszkańców (2006).
Ośrodek handlowy regionu rolniczego (uprawa ryżu, trzciny cukrowej, olejowca, orzeszków ziemnych, manioku); przemysł spożywczy.